# نهر موار
نهر موار (بالملايوية: Sungai Muar)‏ هو نهر يتدفق عبر ولايات جوهر ونكري سمبيلن وفهغ في ماليزيا. يتدفق النهر أيضًا عبر بلدة موار. شكل نهر موار جزءًا من طريق تجاري بري قديم، كان على مسافة قصيرة من الغرب إلى الساحل الشرقي لشبه جزيرة ملايو.
بُنى على النهر في بلدة موار جسر السلطان إسماعيل في عام 1967 ليحل محل خدمة العبارات. وانتهت السلطات من جسر موار الثاني في عام 2005. وهناك العديد من الجسور الصغيرة على طول النهر.